# Tears on My Pillow
Tears on My Pillow – piosenka z 1958, napisana przez Ala Lewisa i Sylvestera Bradforda. Pierwszą wersję utworu nagrali Little Anthony and the Imperials.
Utwór znalazł się na ścieżce dźwiękowej filmu Grease (1978). Pod koniec lat 80. australijska piosenkarka Kylie Minogue umieściła własną wersję utworu na albumie pt. Enjoy Yourself (1989). Jej cover dotarł do 34. miejsca najlepiej sprzedających się singli lat 90..

## Listy przebojów
Wersja Kylie Minogue
| Lista (1990)               | Pozycja na liście |
| -------------------------- | ----------------- |
| Canadian Singles Chart     | 35                |
| Israel Singles Chart       | 1                 |
| Eurochart Hot 100          | 2                 |
| Slovania Singles Chart     | 1                 |
| UK Singles Chart           | 1                 |
| Ireland Singles Chart      | 2                 |
| Sweden Singles Chart       | 3                 |
| South Africa Singles Chart | 10                |
| Dutch Singles Chart        | 19                |
| Australia Singles Chart    | 20                |
| Germany Singles Chart      | 31                |
| New Zealand Singles Chart  | 33                |
| Belgium Singles Chart      | 9                 |